# جيمس ريتشاردسون (لاعب دارت)
جيمس ريتشاردسون (بالإنجليزية: James Richardson)‏ هو لاعب دارت بريطاني، ولد في 7 يناير 1974 في إنجلترا في المملكة المتحدة.

## وصلات خارجية
- جيمس ريتشاردسون على موقع DartsDatabase.co.uk (الإنجليزية)